# Bisamberg (gmina)
Bisamberg – gmina targowa w Austrii, w kraju związkowym Dolna Austria, w powiecie Korneuburg. Według Austriackiego Urzędu Statystycznego liczyła 4 539 mieszkańców (1 stycznia 2014).